# Transgramotnost
Transgramotnost je schopnost číst, psát a interagovat skrze mnohé platformy, nástroje a média jako jsou psaní, tisk, televizi, rádio a film až k digitálním sociálním sítím.
Transgramotnost kombinuje řadu schopností potřebných pro pohyb napříč řadou kontextů, médií, technologií a žánrů. Koncept transgramotnosti je situován do pěti schopností: informační schopnosti, ICT (informační a komunikační technologie), komunikace a spolupráce, kreativita a kritické myšlení. Je podpořena gramotností a matematickou gramotností. Koncept transgramotnosti má dopad na vzdělávací a knihovní systém. 

## Historie
Poprvé použil pojem transgramotnost americký spisovatel William H. Gass, když popisoval způsob, jak se jeho díla čtou. Skrze nekonvenční typografii přesouval pozornost čtenáře od textu jako takového k podstatě narativu. První studie transgramotnosti byla vyvinuta v roce 2005 v rámci projektu Transliteracies Research Project, který řídil profesor Alan Liu z University of California v Santa Barbaře. První kniha, která rozebírá toto téma, vyšla v roce 2016 s názvem Transliteracy in Complex Information Environment od Sukovic.

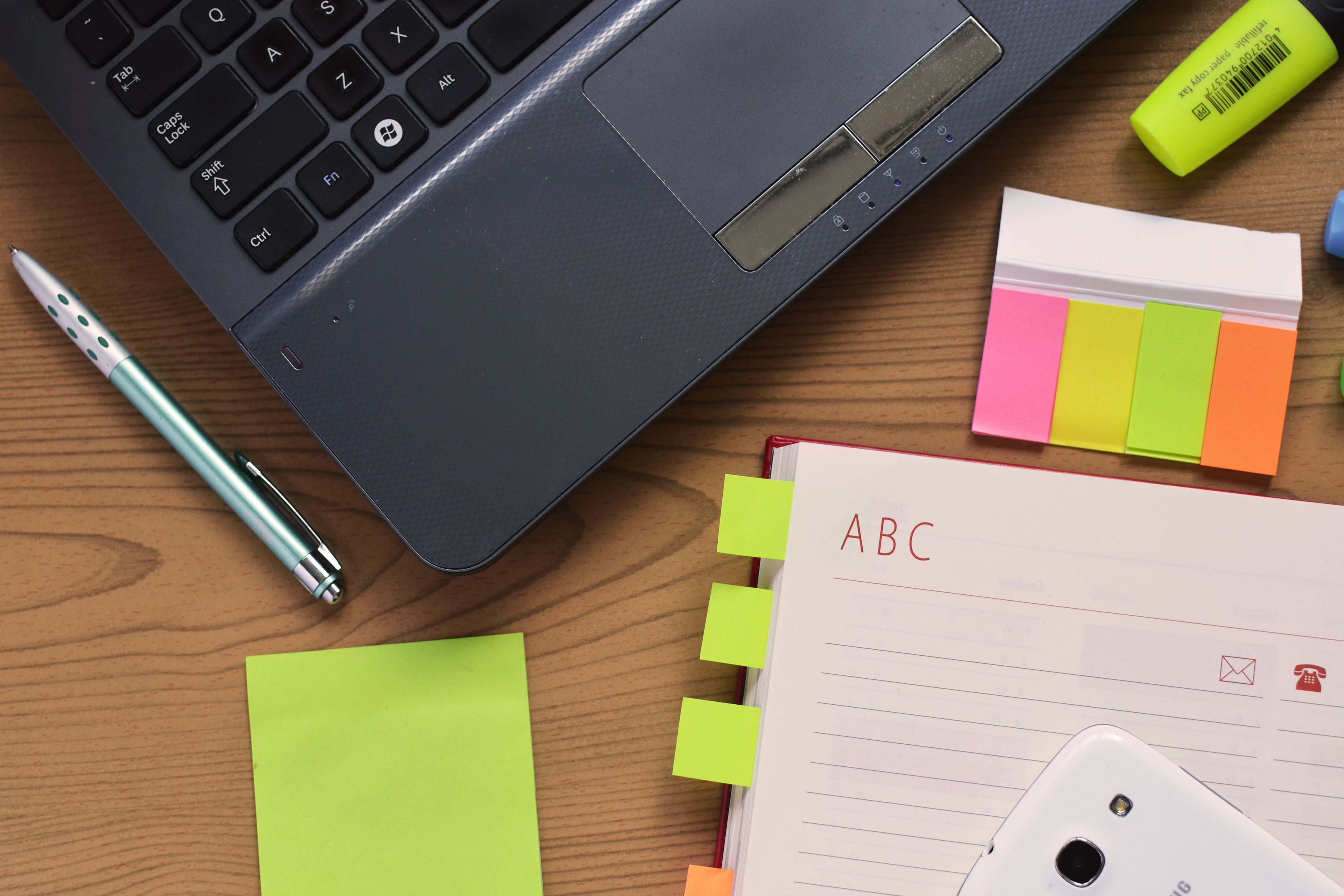
Disciplína transgramotnosti zahrnuje mnohé typy médií a technologií.

## Vztah transgramotnosti a jiných gramotností
Transgramotnost se objevuje v mnoha jiných oblastech, respektive gramotnostech. Jedním z nich je například počítačová gramotnost, která se zabývá dovedností používat osobní počítače. V článku na portálu Lupa.cz, který se tohoto tématu týká, autoři definují píšou: „za vhodné vymezení počítačové gramotnosti považujeme kompetence, které umožní jedinci využívat nové technologie pro jeho profesní a osobní život v té míře, kdy se necítí komputerově handicapován, není za digitální přehradou a jeho osobní i profesní rozvoj prostřednictvím počítače je otázkou jeho volby“ . Neměli bychom ale zaměňovat informační gramotnost s počítačovou. Počítačová gramotnost je součástí transgramotnosti, tj. zahrnuje jí. Brázdová ve svém článku uvádí: „Abychom mohli být transgramotní, musíme být schopni zvládnout počítač a jiné technologie, se kterými se v životě potkáváme.
Další druh gramotnosti, který souvisí s transgramotností, je například gramotnost mediální. Tu Vránková definuje jako „sérii komunikačních kompetencí, které zahrnují schopnost vyhledávat, analyzovat, hodnotit a dále předávat informace v nejrůznějších formátech“. Spojení transgramotnosti s mediální gramotností uvádí například Thomas v článku Transliteracy as unifying perspective: „[transgramotnost] nabízí širší analýzu čtení, psaní a interakce prostřednictvím množství platforem, nástrojů, médií a kultur. Transgramotnost nenahrazuje, ale spíše obsahuje mediální gramotnost a také digitální gramotnost“.